# Warlord-Ära

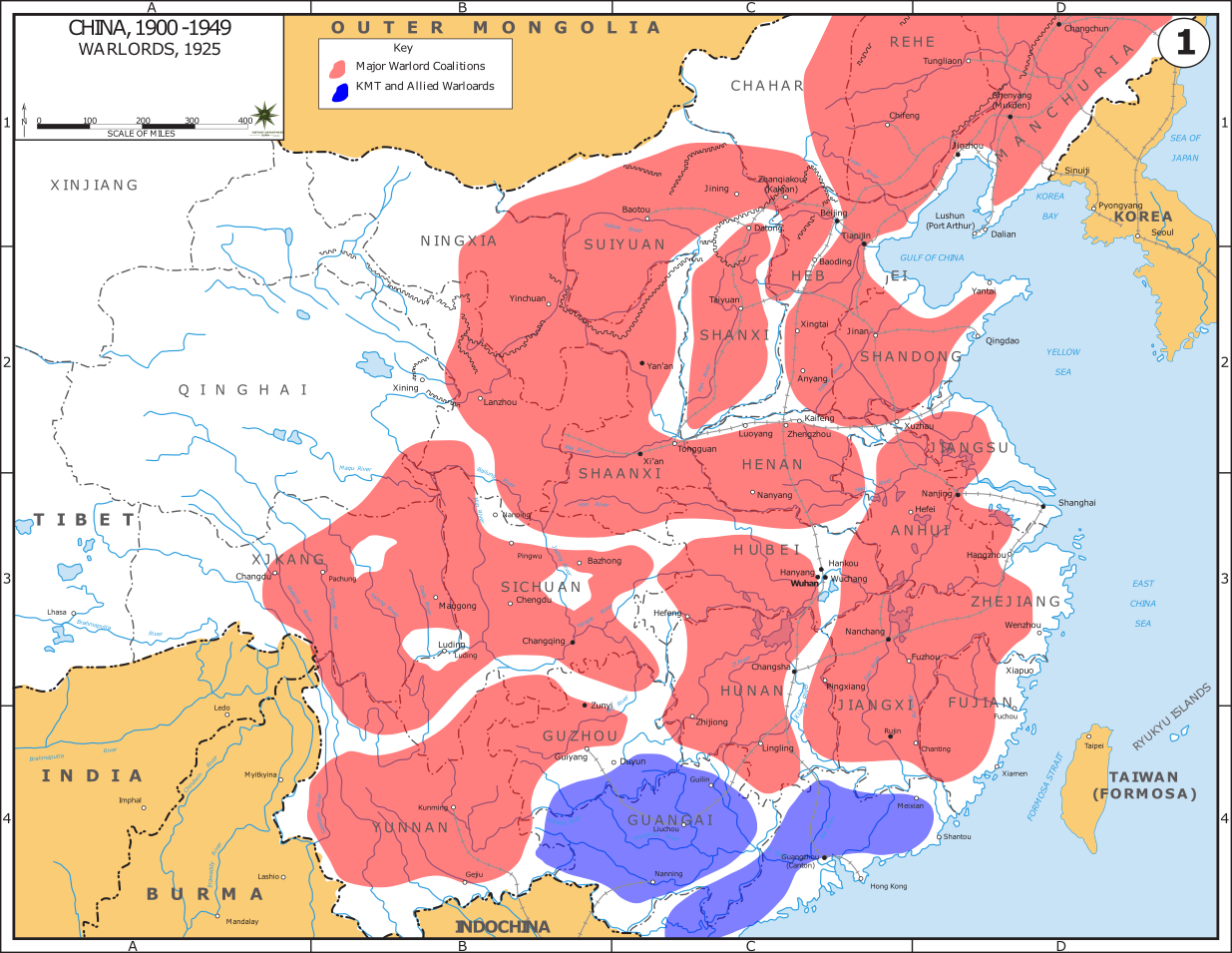
Die wichtigsten chinesischen Warlord-Koalitionen im Jahr 1925. Der blaue Bereich wurde von der Kuomintang kontrolliert, die später die nationalistische Regierung in Kanton bildete.

Die Warlord-Ära, auch Ära der Kriegsherren oder Kriegsherrenzeit (Chinesisch: 民国军阀), war eine Periode in der Geschichte der Republik China, in der die Kontrolle über das Land von 1916 bis 1928 zwischen verschiedenen Militärcliquen der Beiyang-Armee und anderen regionalen Gruppierungen aufgeteilt war.
In der Geschichtsschreibung begann die Ära der Warlords 1916 mit dem Tod von Yuan Shikai, dem De-facto-Diktator Chinas nach dem Sturz der Qing-Dynastie durch die Xinhai-Revolution und der Gründung der Republik China im Jahr 1912. Nach Yuans Tod entstand ein Machtvakuum, das sich über die Regionen Sichuan, Shanxi, Qinghai, Ningxia, Guangdong, Guangxi, Gansu, Yunnan und Xinjiang erstreckte. Die nationalistische Kuomintang-Regierung von Sun Yat-sen mit Sitz in Guangzhou begann der Beiyang-Regierung mit Sitz in Peking die Macht streitig zu machen, und beide Seiten sahen sich als die legitime Regierung Chinas an. Die Warlord-Ära war durch ständige Bürgerkriege zwischen verschiedenen Fraktionen gekennzeichnet.
Nach dem Tod von Yuan Shikai folgten ihm Li Yuanhong als Präsident, Duan Qirui als Premierminister und Feng Guozhang als Vizepräsident, aber sie konnten sich nicht über die Aufteilung der Befugnisse zwischen ihren Ämtern einigen, und Feng rivalisierte auch mit Duan um die Kontrolle über die Beiyang-Armee. Dies führte zu einer Spaltung der Beiyang-Regierung in zwei Fraktionen, Duans Anhui-Clique und Fengs Zhili-Clique. Im Sommer 1917 versuchte Li, Duan aus dem Amt des Premierministers zu entfernen, und ein anderer General, Zhang Xun, kam nach Peking, um den Streit zu schlichten. Dieser zwang Li zum Rücktritt und unternahm einen kurzen Versuch zur Wiederherstellung der Qing-Dynastie, bevor Duans Truppen in der Hauptstadt eintrafen und die Qing-Restauration beendeten. Danach wurde Feng aufgrund des Rücktritts von Li zum amtierenden Präsidenten, doch die eigentliche Macht lag bei Duan, der Feng Ende 1918 zum Rücktritt zwang. Feng starb kurz darauf, doch Mitte 1920 führte der neue Anführer der Zhili-Clique, Cao Kun, seine Truppen im Zhili-Anhui-Krieg in einem Bündnis mit Zhang Zuolin von der Fengtien-Clique gegen Duan. Daraufhin brach ein Machtkampf zwischen Cao und Zhang aus, der damit endete, dass Cao Zhang 1922 im Ersten Zhili-Fengtian-Krieg besiegte. Er behielt die Kontrolle bis 1924, als er im Zweiten Zhili-Fengtian-Krieg von seinem Untergebenen Feng Yuxiang verraten wurde, der sich Zhang anschloss und einen Staatsstreich gegen Cao inszenierte. Die beiden teilten sich ein Jahr lang die Macht und brachten auch Duan Qirui als Präsident zurück, bevor Zhang beschloss, beide mit Hilfe von Caos ehemaligem Untergebenen Wu Peifu abzusetzen. Zhang Zuolin führte die Beiyang-Regierung dann bis 1928.
Die Kriegsherren der südlichen Provinzen Chinas kooperierten gegen die Diktatur von Yuan und dann gegen den Versuch von Duan Qirui, die Kontrolle der Beiyang-Regierung auf den Süden auszudehnen, aber sie waren auch zwischen den Cliquen von Yunnan, Guangxi, Guizhou und Sichuan gespalten. Sun Yat-sen schuf eine Gegenregierung in Guangzhou (Kanton), um sich den Beiyang-Kriegsherren entgegenzustellen, aber sie hatte nur lokale Unterstützung in Guangdong, nicht aber von allen anderen Warlords im Süden. Die Guangxi-Clique von Lu Rongting rivalisierte mit Sun Yat-sen um die Kontrolle über die Regierung in Guangzhou, und ihr Streit führte dazu, dass Sun und seine Kuomintang-Anhänger sie 1918 aufgeben mussten. Die südliche Regierung hielt eine Friedenskonferenz mit Vertretern der Beiyang ab, doch konnte keine Einigung erzielt werden. 1920 fiel der Kriegsherr Chen Jiongming in Guangdong ein und beendete im Guangdong-Guangxi-Krieg die dortige Herrschaft von Lu, woraufhin Sun zurückkehren konnte. Die beiden waren sich jedoch über die Strategie uneinig, da Chen nicht in den Norden einmarschieren wollte, und ihre Uneinigkeit führte dazu, dass Chen sich gegen Sun wandte. Die Kriegsherren von Yunnan unterstützten Sun Yat-sen und besiegten seinen Rivalen, was jedoch dazu führte, dass Sun von ihrer Unterstützung abhängig wurde. Um dieses Problem zu lösen, nahm er sowjetische Hilfe beim Aufbau einer eigenen Partei und militärischen Infrastruktur an und gründete die Whampoa-Militärakademie und die Nationale Revolutionsarmee. Nach Suns Tod im Jahr 1925 wurde der Leiter der Whampoa-Akademie, Chiang Kai-shek, zum militärischen Führer der Kuomintang ernannt.
Die Ära der Warlords endete formell 1928, als die Kuomintang unter Chiang Kai-shek China durch die Nordexpedition offiziell vereinigte und damit die Nanjing-Dekade begann. Einige der Warlords behielten jedoch in den 1930er und 1940er Jahren ihren Einfluss, was für die nationalistische Regierung sowohl im Zweiten Chinesisch-Japanischen Krieg als auch im Chinesischen Bürgerkrieg problematisch war.

## Ursprung

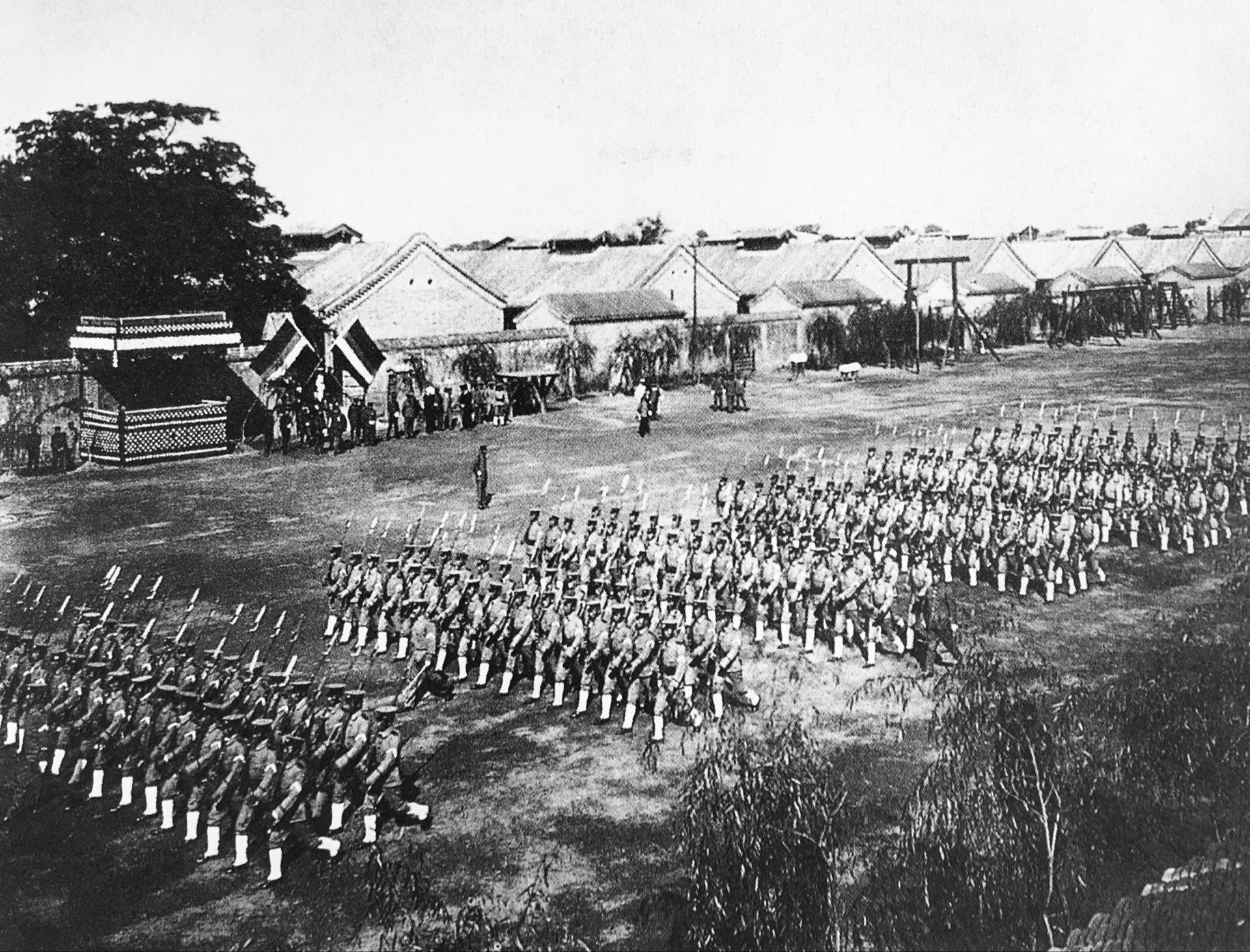
Die Beiyang-Armee in der Ausbildung

Die Ursprünge der Armeen und Kriegsherren, die die Politik nach 1912 dominierten, liegen in den Militärreformen der späten Qing-Dynastie. Während des Taiping-Aufstands (1850–1864) war die Qing-Dynastie gezwungen, den Provinzgouverneuren zu gestatten, ihre eigenen Armeen, die Yong Ying, aufzustellen, um gegen die Taiping-Rebellen zu kämpfen. Viele dieser Provinzarmeen wurden nach dem Ende des Taiping-Aufstands nicht aufgelöst, wie die Huai-Armee von Li Hongzhang.
Starke Bindungen, Familienbande und ein respektvoller Umgang mit den Truppen wurden betont. Die Offiziere wurden nie ausgewechselt, und die Soldaten wurden von ihren Kommandeuren und die Kommandeure von ihren Generälen handverlesen, so dass sich zwischen den lokalen Offizieren und den Truppen persönliche Loyalitätsbande bildeten, im Gegensatz zu den Truppen der Grünen Standarte und der Acht Banner. Die späten Qing-Reformen schufen damit keine nationale Armee, sondern mobilisierten regionale Armeen und Milizen, die weder standardisiert noch einheitlich waren. Die Offiziere waren ihren unmittelbaren Vorgesetzten gegenüber loyal und bildeten Cliquen auf der Grundlage ihrer Herkunft und ihres Hintergrunds. Die Einheiten setzten sich aus Männern aus derselben Provinz zusammen. Diese Politik sollte die sprachlichen Missverständnisse durch Unterschiede bei den Dialekten verringern, hatte aber den Nebeneffekt, dass sie regionalistische Tendenzen förderte.
Obwohl die Gouverneure nach dem Taiping-Aufstand im Allgemeinen nicht als direkte Vorgänger der Warlords angesehen werden, dienten ihre kombinierte militärisch-zivile Autorität und ihre im Vergleich zu früheren Gouverneuren erweiterten Befugnisse den Provinzführern der Republikzeit als Vorbild. Die Zersplitterung der militärischen Macht aufgrund des Fehlens einer einheitlichen Streitmacht in der späten Qing-Zeit, die durch das Aufkommen des Provinzialismus während der Revolution noch verschärft wurde, war ebenfalls ein wichtiger Faktor für die Ausbreitung der Warlords. Abgesehen von verwaltungstechnischen und finanziellen Hindernissen schien die späte Qing-Regierung auf diese geteilte Militärstruktur angewiesen zu sein, um die politische Kontrolle zu behalten.
Die zunehmende Notwendigkeit militärischer Professionalität sorgte dafür, dass viele Offiziere ohne Abschluss der chinesischen Beamtenprüfung zu hohen Kommandos und sogar zu hohen Ämtern in der zivilen Bürokratie aufstiegen. Zu dieser Zeit stellte das Militär den öffentlichen Dienst in den Schatten. Der Einfluss deutscher und japanischer Vorstellungen von der Vorherrschaft des Militärs über die Nation und das Fehlen einer nationalen Einheit zwischen den verschiedenen Cliquen der Offiziersklasse führten zu einer Zersplitterung der Macht in der Warlord-Ära.
Die mächtigste Regionalarmee war die nördlich gelegene Beiyang-Armee unter Yuan Shikai, die die beste Ausbildung und die modernste Bewaffnung erhielt. Die Xinhai-Revolution im Jahr 1911 führte zu einer weit verbreiteten Meuterei in Südchina. Die Revolution begann im Oktober 1911 mit einer Meuterei der in Wuchang (dem heutigen Wuhan) stationierten Truppen. Einst loyale Soldaten der Qing liefen zu den Revolutionären über. Diese Kräfte errichteten im folgenden Jahr in Nanjing eine provisorische Regierung unter Sun Yat-sen, der aus seinem langen Exil zurückgekehrt war, um die Revolution anzuführen. Es wurde klar, dass die Revolutionäre nicht stark genug waren, um die Beiyang-Armee zu besiegen, und dass weitere Kämpfe mit ziemlicher Sicherheit zu einer Niederlage führen würden. Stattdessen verhandelte Sun mit dem Beiyang-Befehlshaber Yuan Shikai über die Absetzung der Qing und die Wiedervereinigung Chinas. Im Gegenzug würde Sun seine Präsidentschaft abgeben und Yuan als Präsident der neuen Republik empfehlen. Yuan weigerte sich, nach Nanjing umzuziehen und bestand darauf, die Hauptstadt in Peking zu belassen, wo seine Machtbasis sicher war.
Als Reaktion auf den zunehmenden Autoritarismus von Yuan rebellierten die südlichen Provinzen 1913, wurden aber von den Streitkräften Beiyangs effektiv niedergeschlagen. Die zivilen Gouverneure wurden durch militärische ersetzt. Im Dezember 1915 machte Yuan seine Absicht deutlich, Kaiser von China zu werden und eine neue Dynastie zu gründen. Die südlichen Provinzen rebellierten erneut, doch diesmal war die Lage weitaus ernster, da die meisten Beiyang-Kommandeure sich weigerten, die Monarchie anzuerkennen. Yuan verzichtete auf seine Pläne zur Wiederherstellung der Monarchie, um seine Leutnants zurückzugewinnen, doch als er im Juni 1916 starb, war China politisch zerrissen. Die Nord-Süd-Spaltung des Landes sollte während der gesamten Warlord-Ära fortbestehen.

## Politisches System der Warlords
Anfang 1914 schränkte Yuan Shikai viele Regierungsinstitutionen ein, indem er zunächst das Parlament und dann auch die Provinzversammlungen aussetzen ließ. Sein Kabinett trat bald zurück, wodurch Yuan zum Diktator Chinas wurde. Nachdem Yuan Shikai viele Grundfreiheiten beschnitten hatte, stürzte das Land schnell ins Chaos. Während der Warlord-Ära gab es einen Wechsel von einer staatlich dominierten zivilen Bürokratie, die von einer zentralen Behörde geleitet wurde, zu einer militärisch dominierten Kultur. Die Herrschaft war auf verschiedene Gruppen aufgeteilt, wobei die Macht von Warlord zu Warlord wechselte. Die meisten der lokalen Kriegsherren versuchten lediglich bestimmte Teile des Staatsgebiets zu kontrollieren und es bestand keine zentrale Macht mehr.
Nach den Worten des amerikanischen Sinologen Lucian Pye waren die Kriegsherren „instinktiv misstrauisch, sie ahnten schnell, dass ihre Interessen bedroht sein könnten, sie waren hartgesotten, dachten kurzfristig und waren unempfänglich für idealistische Abstraktionen“. Diese chinesischen Kriegsherren stammten in der Regel aus einem strengen militärischen Umfeld und waren sowohl gegenüber ihren Soldaten als auch gegenüber der Bevölkerung brutal. 1921 berichtete eine Zeitung, dass in der Provinz Shaanxi Raubüberfälle und Gewaltverbrechen an der Tagesordnung waren und die Bauern in Angst und Schrecken lebten. Wu Peifu von der Zhili-Clique war dafür bekannt, dass er Streiks von Eisenbahnarbeitern unterdrückte, indem er einzelne Streikende zur Abschreckung brutal hinrichten ließ. Ein britischer Diplomat in der Provinz Sichuan wurde Zeuge, wie zwei Meuterer öffentlich mit heraushängenden Herzen und Lebern in Stücke gehackt wurden; zwei weitere wurden öffentlich verbrannt; anderen wurden Schlitze in den Körper geschnitten, in die brennende Kerzen gesteckt wurden, bevor sie zerstückelt wurden.

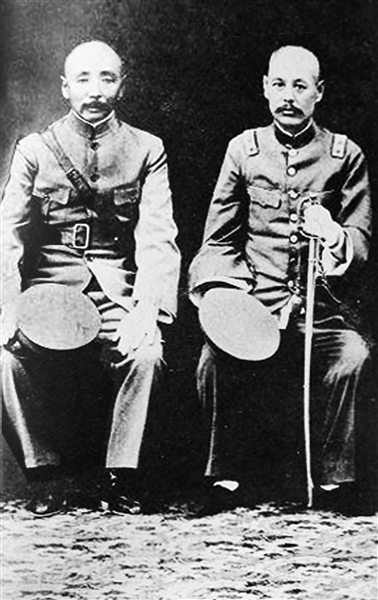
Zhang Zuolin (links) und Wu Peifu (rechts), zwei der mächtigsten Kriegsherren der Warlord-Ära

Die Kriegsherren legten großen Wert auf persönliche Loyalität, doch untergebene Offiziere verrieten ihre Befehlshaber oft im Austausch gegen Bestechungsgelder, die als „Silberkugeln“ bekannt waren, und die Kriegsherren verrieten oft Verbündete. Die Beförderung hatte wenig mit Kompetenz zu tun, stattdessen versuchten die Kriegsherren, ein ineinandergreifendes Netz von familiären, institutionellen, regionalen und Mentorenbeziehungen sowie eingeschworene Bruderschaften und Geheimbünde aufzubauen. Untergebene, die ihre Befehlshaber verrieten, konnten hart bestraft werden. Im November 1925 schloss Guo Songling, der führende General, der Marschall Zhang Zuolin – dem „Alten Marschall“ der Mandschurei – treu ergeben war, mit Feng Yuxiang einen Pakt über einen Aufstand, der den „Alten Marschall“ beinahe zu Fall gebracht hätte. Guo und seine Frau wurden deshalb öffentlich erschossen und ihre Leichen drei Tage lang auf einem Marktplatz in Mukden aufgehängt. Nachdem Feng seinen Verbündeten Wu verraten hatte, um Peking für sich selbst einzunehmen, beklagte sich Wu, dass China „ein Land ohne System ist; überall herrschen Anarchie und Verrat. Seinen Führer zu verraten ist so selbstverständlich geworden wie sein Frühstück zu essen“.
Die „Bündnispolitik“ verhinderte, dass ein einzelner Kriegsherr das ganze System beherrschte. Wenn ein Kriegsherr zu mächtig wurde, verbündeten sich die anderen, um ihn zu stoppen, und bekämpften sich dann gegenseitig. In den ersten Jahren hielt sich die Gewalt in Grenzen, da kein Anführer zu viele Kämpfe führen wollte. Ein Krieg barg das Risiko, die eigenen Streitkräfte zu schädigen. Als Wu Peifu beispielsweise die Armee von Zhang Zuolin besiegte, stellte er zwei Züge zur Verfügung, um seine besiegten Feinde nach Hause zu bringen, da er wusste, dass Zhang im Falle einer künftigen Niederlage mit der gleichen Höflichkeit rechnen konnte. Außerdem verfügte keiner der Kriegsherren über die wirtschaftliche Kapazität oder die logistische Stärke, um einen entscheidenden K.O.-Schlag zu versetzen; sie konnten höchstens auf einen Gebietsgewinn hoffen. Keiner konnte das ganze Land erobern und eine zentrale Autorität errichten. Im Laufe der 1920er Jahre wurde die Gewalt jedoch immer intensiver und brutaler, da es darum ging, den Feind zu schädigen und die eigene Verhandlungsposition innerhalb der wechselnden Bündnisse zu verbessern.

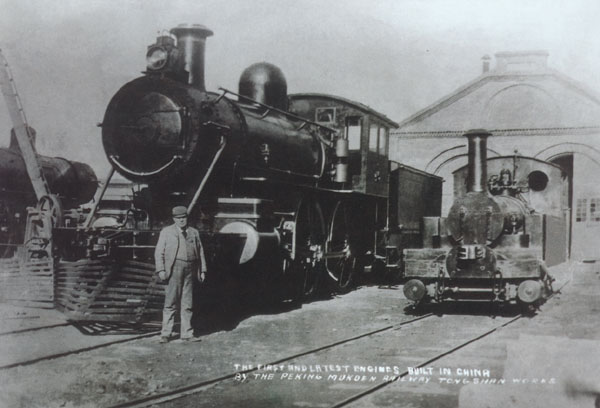
Die Kontrolle der Eisenbahnen war für die Kriegsherren von großer Bedeutung.

Da die Infrastruktur in China sehr schlecht war, war die Kontrolle der Eisenbahnlinien entscheidend für die Aufrechterhaltung der regionalen Einflusssphäre. Eisenbahnen waren die schnellste und billigste Möglichkeit, eine große Anzahl von Truppen zu transportieren, und die meisten Schlachten in dieser Zeit wurden in kurzer Entfernung zu den Eisenbahnlinien ausgetragen. Im Jahr 1925 wurden schätzungsweise 70 % der Lokomotiven auf den Eisenbahnstrecken zwischen Wuhan und Peking und 50 % der Lokomotiven auf den Strecken zwischen Peking und Mukden für die Mobilisierung von Truppen und Nachschub eingesetzt.
Gepanzerte Züge, vollgepackt mit Maschinengewehren und Artillerie, boten den Truppen, die in die Schlacht zogen, Feuerunterstützung. Die ständigen Kämpfe um die Eisenbahnlinien verursachten großen wirtschaftlichen Schaden. Im Jahr 1925 waren mindestens 50 % der auf der Strecke zwischen Nanjing und Schanghai eingesetzten Lokomotiven zerstört worden. Um die Verfolgung zu erschweren, zerstörten die besiegten Truppen auf ihrem Rückzug die Eisenbahnlinien und verursachten so allein 1924 Schäden im Wert von 100 Millionen mexikanischen Silberdollars (der mexikanische Silberdollar war zu dieser Zeit die wichtigste Währung in China). Zwischen 1925 und 1927 führten die Kämpfe in Ost- und Südchina zu einem Rückgang des nichtmilitärischen Eisenbahnverkehrs um 25 %, was die Warenpreise in die Höhe trieb und zu einem Anstieg der Lagerbestände in den Lagerhäusern führte.

## Profile der Kriegsherren
Nur wenige der Kriegsherren hatten irgendeine Ideologie. Yan Xishan, der „Mustergouverneur“ von Shanxi, vertrat einen Synkretismus, der Elemente der Demokratie, des Militarismus, des Individualismus, des Kapitalismus, des Sozialismus, des Kommunismus, des Imperialismus, des Universalismus, des Anarchismus und des konfuzianischen Paternalismus in sich vereinte. Ein Freund von ihm beschrieb Yan als „einen dunkelhäutigen, schnurrbärtigen Mann von mittlerer Größe, der selten lachte und eine sehr zurückhaltende Haltung einnahm; Yan zeigte nie seine inneren Gefühle“. Er sorgte dafür, dass Shanxi eine andere Spurweite hatte als der Rest Chinas, um eine Invasion in seine Provinz zu erschweren, obwohl diese Taktik auch den Export von Kohle und Eisen, der Hauptquelle des Reichtums von Shanxi, behinderte. Feng Yuxiang, der „christliche General“, förderte den Methodismus zusammen mit einer vagen Art von linkem chinesischem Nationalismus, was die Sowjets dazu veranlasste, ihn eine Zeit lang zu unterstützen. Er verbot den Alkohol, lebte einfach und trug die gewöhnliche Uniform eines Infanteristen, um seine Sorge um seine Männer zu zeigen.
Wu Peifu, der „Philosophengeneral“, war ein Mandarin, der die Prüfung für den kaiserlichen Staatsdienst bestanden hatte und sich als Beschützer der konfuzianischen Werte darstellte, wobei er auf Fotos meist mit dem Gelehrtenpinsel in der Hand zu sehen ist (der Gelehrtenpinsel ist ein Symbol der konfuzianischen Kultur). Zweifler bemerkten jedoch, dass die Qualität von Wus Kalligraphie nach dem Tod seines Sekretärs deutlich abnahm. Wu zeigte sich gerne auf Fotos, die in seinem Büro aufgenommen wurden, mit einem Porträt seines Helden George Washington im Hintergrund, um den angeblichen demokratischen Militarismus, den er nach China bringen wollte, widerzuspiegeln. Wu war bekannt dafür, riesige Mengen Alkohol trinken zu können. Als er Feng eine Flasche Brandy schickte, antwortete dieser mit einer Flasche Wasser, eine Botschaft, die Wu nicht verstand. Als überzeugter chinesischer Nationalist weigerte sich Wu Peifu, die ausländischen Konzessionen in China zu betreten, eine Haltung, die ihn das Leben kosten sollte, als er sich weigerte, sich in der Internationalen Siedlung oder in der Französischen Konzession in Shanghai medizinisch behandeln zu lassen.

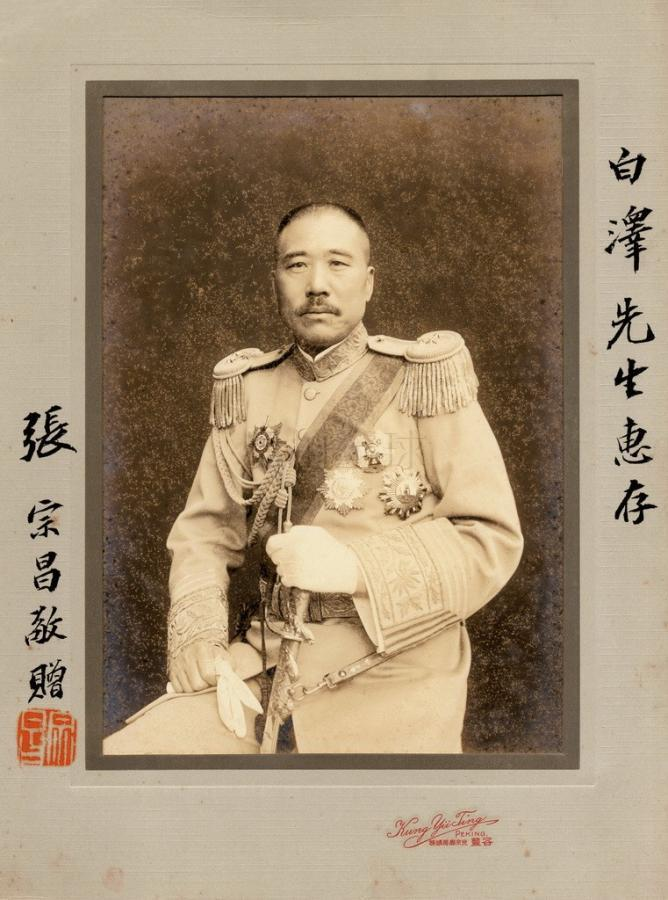
Zhang Zongchang, einer der berüchtigtsten chinesischen Kriegsherren

Typischer für die Kriegsherren war Marschall Zhang Zuolin, ein „Absolvent der Universität des Grünen Waldes“ (d. h. ein Bandit), ein Analphabet, der es mit seiner energischen, ehrgeizigen Persönlichkeit schaffte, vom Anführer einer Banditenbande aufzusteigen, von den Japanern angeheuert zu werden, um die Russen während des russisch-japanischen Krieges 1904–05 zu bekämpfen. Er konnte 1916 zum Kriegsherren in der Mandschurei aufzusteigen. Er kooperierte offen mit den Japanern, um die Mandschurei zu beherrschen. Zhang kontrollierte nur 3 % der Bevölkerung Chinas, aber 90 % der Schwerindustrie. Der Reichtum der Mandschurei, die Unterstützung der Japaner und Zhangs schlagkräftige, schnelle Kavallerie machten ihn zum mächtigsten der Kriegsherren. Seine japanischen Gönner bestanden darauf, dass er für ein stabiles wirtschaftliches Klima sorgte, um japanische Investitionen zu erleichtern, was ihn zu einem der wenigen Kriegsherren machte, die wirtschaftliches Wachstum anstrebten, anstatt nur zu plündern.
Zhang Zongchang, der „Hundefleisch-General“ genannt wurde, wurde von dem Schriftsteller Lin Yutang als „der schillerndste, legendärste, mittelalterlichste und schamloseste Herrscher des modernen China“ bezeichnet. Der frühere Kaiser Puyi erinnerte sich an Zhang als „ein allgemein verabscheutes Monster“, dessen „hässliches, aufgedunsenes Gesicht durch starken Opiumkonsum fahl gefärbt war“. Als brutaler Mann war Zhang berüchtigt für seine Vorliebe, Gefangenen mit dem Schwert die Köpfe abzuschlagen, was er „Melonen zerschlagen“ nannte. Er liebte es, mit der Größe seines Penis zu prahlen, was Teil seiner Legende wurde. Sein persönlicher Harem bestand aus chinesischen, koreanischen, japanischen, russischen und zwei französischen Frauen. Er gab ihnen Nummern, da er sich ihre Namen nicht merken konnte, und vergaß dann meistens die Nummern. Er plünderte die von ihm beherrschte Provinz Shandong schamlos aus und bereicherte sich und seine Verbündeten. Kritiker seiner Herrschaft ließ er hinrichten.

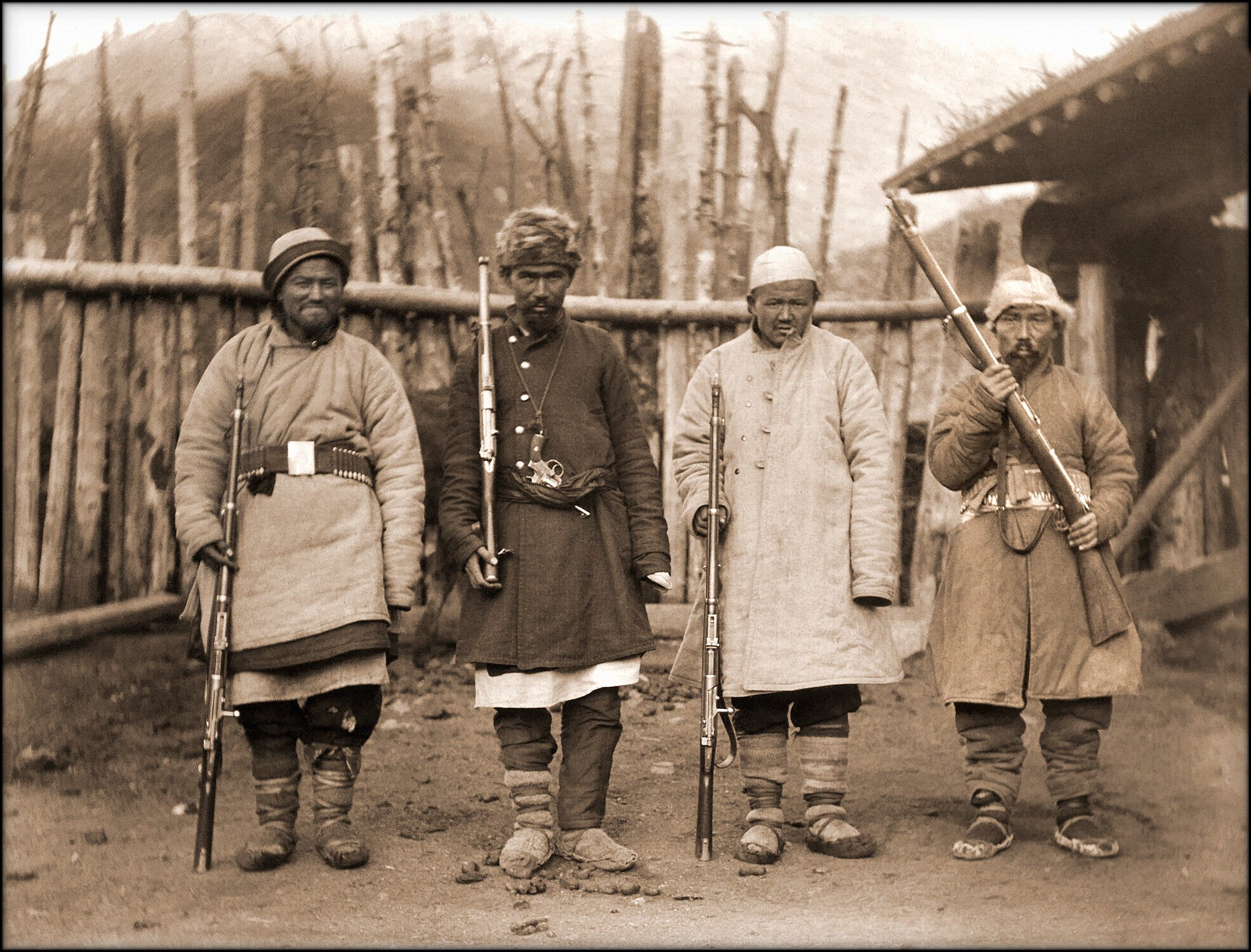
Banditen im Nordwesten Chinas, um 1915

Die große ideologische Flexibilität von Kriegsherren und Politikern in dieser Zeit lässt sich gut an den Aktivitäten von Bai Lang, einem bedeutenden Banditenführer, illustrieren. Obwohl er anfangs zur Unterstützung der Qing-Dynastie sowohl mit ultrakonservativen Monarchisten als auch mit Warlords kämpfte, verbündete sich Bai Lang später mit Republikanern, erklärte sich Sun Yat-sen gegenüber loyal und gründete eine „Strafarmee der Bürger“, um China von allen Warlords zu befreien.

## Kriegsherren-Armeen
Viele der einfachen Soldaten in den Armeen der Kriegsherren waren gleichzeitig auch Banditen, die für einen Feldzug den Dienst antraten und nach dem Ende des Feldzugs wieder zum Banditentum zurückkehrten. Ein Beobachter bemerkte, dass, wenn die Kriegsherren gegeneinander in den Krieg zogen, die Banditen zu Soldaten wurden, und wenn der Krieg zu Ende war, wurden die Soldaten zu Banditen. Die Armeen der Kriegsherren vergewaltigten häufig Frauen oder verschleppten sie in die sexuelle Sklaverei. Das System der Plünderung war institutionalisiert, da viele Kriegsherren nicht das Geld hatten, um ihre Truppen zu bezahlen. Einige griffen zu Entführungen und schickten die abgetrennten Finger einer Geisel zusammen mit der Lösegeldforderung, um eine rasche Zahlung zu erreichen.
Abgesehen von Banditen bestand das Fußvolk der Kriegsherrenarmeen in der Regel aus Wehrpflichtigen aus den Dörfern. Sie konnten in einer Armee dienen, wurden gefangen genommen und schlossen sich dann der Armee ihrer Entführer an, bevor sie erneut gefangen genommen wurden. In der Regel nahmen die Kriegsherren ihre Gefangenen in ihre Armeen auf; mindestens 200.000 Männer, die in der Armee von General Wu dienten, waren Gefangene, die er in seine eigene Armee aufgenommen hatte. Eine Untersuchung einer Warlord-Garnison im Jahr 1924 ergab, dass 90 % der Soldaten Analphabeten waren. Im Jahr 1926 inspizierte der US-Armeeoffizier Joseph Stilwell eine Warlord-Einheit und stellte fest, dass 20 % der Soldaten weniger als 1,37 m groß waren, das Durchschnittsalter bei 14 Jahren lag und die meisten barfuß liefen. Stilwell schrieb, diese „Vogelscheuchen-Kompanie“ sei als militärische Einheit wertlos. Ein britischer Armeebesucher bemerkte, dass die Männer Nordchinas, sofern sie eine gute Führung hatten, „das beste orientalische Rohmaterial, mit einem unübertroffenen Körperbau und einer eisernen Konstitution“ waren. Solche Einheiten waren jedoch eher die Ausnahme als die Regel.
Im Jahr 1916 gab es in China etwa eine halbe Million Soldaten. Bis 1922 hatte sich die Zahl verdreifacht und bis 1924 noch einmal verdreifacht, mehr als die Kriegsherren sich leisten konnten. Die Kriegsherren finanzierten ihre Operationen durch Steuern und Zölle, welche häufig ökonomisch stark schädlich waren. In der Provinz Sichuan wurden beispielsweise 27 verschiedene Steuern auf Salz erhoben, und eine Schiffsladung Papier, die den Jangtse hinunter nach Schanghai geschickt wurde, wurde von verschiedenen Kriegsherren 11 Mal besteuert, insgesamt 160 % des Wertes. Ein Warlord erhob eine Steuer von 100 % auf Eisenbahnfracht, einschließlich Lebensmittel, obwohl in seiner Provinz eine Hungersnot herrschte. Trotz des Reichtums der Mandschurei und der Unterstützung durch die japanische Armee musste sogar Marschall Zhang zwischen 1922 und 1928 die Grundsteuern um 12 % erhöhen, um seine Kriege zu finanzieren.
Die Warlords verlangten Kredite von den Banken. Die andere wichtige Einnahmequelle neben Steuern, Krediten und Plünderungen waren der Opiumverkauf, wobei die Kriegsherren die Rechte für den Anbau und den Verkauf von Opium in ihren Provinzen an Konsortien von Gangstern verkauften. Trotz seiner angeblichen Anti-Opium-Haltung nahm General Feng Yuxiang, „der christliche General“, jährlich etwa 20 Millionen Dollar aus dem Opiumverkauf ein. Die Inflation war ein weiteres Mittel, um ihre Soldaten zu bezahlen. Einige Kriegsherren ließen einfach die Gelddruckmaschinen laufen. Der Kriegsherr, der die Provinz Hunan beherrschte, druckte in einem einzigen Jahr 22 Millionen chinesische Dollar auf eine Silberreserve im Wert von nur einer Million chinesischer Dollar, während Zhang in der Provinz Shandong im selben Jahr 55 Millionen chinesische Dollar auf eine Silberreserve von 1,5 Millionen chinesischen Dollar druckte. Der ungebildete Marschall Zhang Zuolin, der rücksichtslos chinesische Dollar druckte, verstand nicht, dass er die Inflation in der Mandschurei verursachte, und sein Mittel bestand einfach darin, die führenden Kaufleute von Mukden vorzuladen, sie der Habgier zu beschuldigen, weil sie ständig ihre Preise erhöhten, fünf von ihnen willkürlich auszuwählen, öffentlich zu erschießen und den Rest anzuweisen, ihr Verhalten zu ändern.
Trotz der großen Not im Land lebten die meisten Kriegsherren in Luxus. Marschall Zhang besaß die größte Perle der Welt, während General Wu den größten Diamanten der Welt besaß. Marschall Zhang, der „Alte Marschall“, lebte in einem prunkvollen Palast in Mukden mit seinen fünf Frauen, alten konfuzianischen Texten und einem Keller voller feiner französischer Weine und brauchte 70 Köche in seiner Küche, um genug Essen für sich, seine Frauen und seine Gäste zu machen. General Zhang, der „Hundefleisch-General“, aß seine Mahlzeiten aus einem 40-teiligen belgischen Tafelservice, und ein amerikanischer Journalist beschrieb ein Abendessen mit ihm: „Er gab ein Abendessen für mich, bei dem sündhafte Mengen teurer Speisen in einem hungernden Land serviert wurden. Dazu gab es französischen Champagner und Brandy“.

### Ausrüstung
Die Kriegsherren kauften Maschinengewehre und Artillerie aus dem Ausland, aber ihre ungebildeten und analphabetischen Soldaten konnten sie weder bedienen noch warten. Ein britischer Söldner beschwerte sich 1923, dass Wu Peifu etwa 45 europäische Artilleriegeschütze besaß, die nicht funktionsfähig waren, weil sie nicht ordnungsgemäß gewartet worden waren. In der Schlacht von Urga wurde die Armee von General Xu Shuzheng, die die Äußere Mongolei eingenommen hatte, von einer russisch-mongolischen Armee unter dem Kommando von General Baron Roman von Ungern-Sternberg angegriffen. Die Chinesen hätten Ungern aufhalten können, wenn sie in der Lage gewesen wären, ihre Maschinengewehre richtig abzufeuern, das taten sie jedoch nicht, so dass die Kugeln ihr Ziel verfehlten. Die Unfähigkeit, ihre Maschinengewehre richtig einzusetzen, erwies sich als kostspielig und China verlor die Kontrolle über die Äußere Mongolei.
Marschall Zhang Zuolin erhielt fast alle Waffen der russischen Weißen Armee, die Wladiwostok verlassen hatte, kostenlos. In der Grenzstadt Kirin (heute Jilin) erhielten die Chinesen eine große Anzahl von Gewehren, Maschinengewehren, Patronen und Granaten, die Artilleriegeschütze wurden sofort in die Stadt Changchun geschickt.
Als die Einfuhr von Waffen unpraktisch wurde, benutzten die Kriegsherrenarmeen entweder lokal hergestellte Kopien westlicher Feuerwaffen (darunter auch selten verwendete wie die Franz-Stock-Pistole) oder einheimische Modelle.

## Andere Streitkräfte
Da ihre Soldaten nicht in der Lage waren, moderne Waffen zu benutzen oder richtig damit umzugehen, heuerten die Kriegsherren häufig ausländische Söldner an, die zwar effektiv, aber immer auch offen für andere Angebote waren. Russische Emigranten, die nach dem Sieg der Bolschewiki nach China geflohen waren, wurden häufig eingesetzt. Einer der russischen Söldner behauptete, dass sie in einer Schlacht durch die chinesischen Truppen gingen wie ein Messer durch Butter. Die bestbezahlte russische Einheit wurde von General Konstantin Netschaew angeführt, der für Zhang Zongchang kämpfte, der die Provinz Shandong regierte. Zhang Zongchang hatte auch russische Frauen als Konkubinen. Netschaews Truppen waren gefürchtet. Im Jahr 1926 fuhren sie mit drei gepanzerten Zügen durch das Land, erschossen jeden, der ihnen begegnete, und nahmen alles Bewegliche mit. Der Amoklauf wurde erst gestoppt, als die Bauern die Gleise hochzogen, was Netschaew dazu veranlasste, die nächstgelegene Stadt zu plündern. Netschaew erlitt eine schwere Niederlage gegen die Chinesen, als er und ein Panzerzug unter seinem Kommando 1925 in der Nähe von Suichzhou festsaßen. Die chinesischen Gegner hatten die Schienen hochgezogen und nutzten diese Gelegenheit, um fast alle russischen Söldner an Bord des Zuges zu massakrieren. Netschaew überlebte diesen Vorfall, verlor aber bei den erbitterten Kämpfen einen Teil seines Beins. 1926 fügte der chinesische Kriegsherr Sun Chuanfang den russischen Söldnern unter Netschaews Brigade in der 65. Division im Dienste von Zhang Zongchang einen so hohen Blutzoll zu, so dass die Zahl der Russen bis 1927 von 3.000 auf nur noch wenige Hundert sank und die verbliebenen russischen Überlebenden in gepanzerten Zügen kämpften. Während der Nordexpedition kaperten chinesische Nationalisten einen Panzerzug russischer Söldner im Dienste von Zhang Zongchang und misshandelten die russischen Gefangenen, indem sie ihnen Seile durch die Nasen stachen und sie 1928 in Shandong öffentlich durch die Straßen marschieren ließen.
Häufig alkoholisierte russische Söldner besiegten muslimische Uiguren im Nahkampf, als diese am 21. Februar 1933 versuchten, Ürümqi in der Schlacht von Ürümqi (1933) einzunehmen. Knapp 600 Uiguren wurden in der Schlacht von russischen Söldnern im Dienste des Kriegsherren der Xinjiang-Clique, Jin Shuren, getötet. Jin Shuren nahm russische Frauen als Geiseln, um ihre Ehemänner zu zwingen, als seine Söldner zu dienen.
Um sich gegen die Angriffe der Kriegsherren und Armeen zu verteidigen, organisierten sich die Bauern in militanten Geheimbünden und Dorfvereinen, die als Selbstverteidigungsmilizen und Bürgerwehren dienten. Da die Bauern in der Regel weder über Geld für Waffen noch über eine militärische Ausbildung verfügten, stützten sich diese Geheimbünde auf Kampfkünste, selbst hergestellte Waffen wie Schwerter und Speere sowie auf den festen Glauben an beschützende Magie. Letzteres war besonders wichtig, da die Überzeugung, unverwundbar zu sein, „eine mächtige Waffe war, um die Entschlossenheit von Menschen zu stärken, die nur wenige alternative Ressourcen besaßen, um ihre mageren Besitztümer zu verteidigen“. Die von den Bauern praktizierten magischen Rituale reichten von eher einfachen, wie dem Schlucken von Zaubersprüchen, bis hin zu sehr viel aufwendigeren Praktiken. So führten beispielsweise Mitglieder der Gesellschaft der Roten Speere geheime Zeremonien durch, die ihnen Unverwundbarkeit gegenüber Kugeln verleihen sollten, um die Kraft des Qi zu kanalisieren, und zogen nackt in die Schlacht, wobei sie sich mit angeblich kugelsicherer roter Tonerde einschmierten. Es gab auch reine Frauengruppen zur Selbstverteidigung, wie die Gesellschaft des Eisernen Tores oder die Gesellschaft der Blumenkörbe. Die ersteren kleideten sich ganz in Weiß (in China die Farbe des Todes) und schwenkten Fächer, von denen sie glaubten, dass sie Schüsse ablenken würden, während die letzteren mit einem Schwert und einem magischen Korb kämpften, um die Kugeln ihrer Gegner aufzufangen. Enttäuscht von der Republik China und verzweifelt über die Entbehrungen der Periode nahmen viele bäuerliche Geheimgesellschaften millenarische Überzeugungen an und befürworteten die Wiederherstellung der Monarchie unter der Führung der alten Ming-Dynastie. Die Vergangenheit wurde weitgehend romantisiert, und viele glaubten, dass ein Ming-Kaiser zurückkehren und eine „Herrschaft des Glücks und der Gerechtigkeit für alle“ bringen würde.

## Faktionen

### Nördliche Kriegsherren
- Beiyang-Clique
- Zhili-Clique
- Fengtian-Clique
- Shanxi-Clique
- Guominjun
- Ma-Clique
- Xinjiang-Clique

### Südliche Kriegsherren
- Kuomintang
- Kommunistische Partei Chinas
- Yunnan-Clique
- Guizhou-Kriegsherren
- Alte Guangxi-Clique
- Neue Guangxi-Clique
- Guangdong-Kriegsherren
- Sichuan-Clique
- Hunan-Kriegsherren

## Norden

Dieses militärische Symbol basierte auf der Flagge der Fünf Völker unter einer Union.

Der Tod von Yuan Shikai spaltete die Beiyang-Armee in zwei Hauptfraktionen. Die Zhili- und die Fengtian-Clique verbündeten sich zeitweise miteinander, während die Anhui-Clique ihre eigene Fraktion bildete. Die internationale Anerkennung beruhte auf der Präsenz in Peking, und jede Beiyang-Clique versuchte, ihre Vorherrschaft über die Hauptstadt zu behaupten, um sich zu legitimieren.

### Duan Qirui und die Vorherrschaft von Anhui (1916–1920)
Während Li Yuanhong Yuan Shikai nach dessen Tod als Präsident ablöste, lag die politische Macht in den Händen von Premier Duan Qirui. Die Regierung arbeitete eng mit der Zhili-Clique unter der Führung von Vizepräsident Feng Guozhang zusammen, um die Stabilität in der Hauptstadt zu wahren. Der anhaltende Einfluss des Militärs auf die Beiyang-Regierung führte dazu, dass sich Provinzen im ganzen Land weigerten, ihre Loyalität zu erklären. Die Debatte zwischen dem Präsidenten und dem Premierminister über die Frage, ob China am Ersten Weltkrieg teilnehmen sollte oder nicht, führte zu politischen Unruhen in Peking. Sowohl Li als auch Duan baten den in Anhui stationierten Beiyang-General Zhang Xun, in Peking militärisch zu intervenieren. Als Zhang am 1. Juli in Peking einmarschierte, löste er rasch das Parlament auf und versuchte die Qing zu restaurieren. Die Macht fiel nach dem gescheiterten Versuch der Qing-Restauration schnell an Duan, nachdem dieser mit Verstärkung aus Tianjin nach Peking zurückgekehrt war. Als sich in Peking eine neue Regierung bildete, führten die grundlegenden Meinungsverschiedenheiten zwischen Duan und dem neuen Präsidenten Feng Guozhang über politische Fragen zu Duans Rücktritt im Jahr 1918. Die Zhili-Clique verbündete sich mit der Fengtian-Clique unter der Führung von Zhang Zuolin und besiegte Duan im entscheidenden Zhili-Anhui-Krieg im Juli 1920.

### Herrschaft von Cao Kun und Zhili (1920–1924)
Nach dem Tod von Feng Guozhang im Jahr 1919 wurde die Zhili-Clique von Cao Kun angeführt. Das Bündnis mit den Fengtian war nur ein Zweckbündnis, und 1922 brach ein Krieg aus (der Erste Zhili-Fengtian-Krieg), in dem die Zhili die Fengtian-Truppen in die Mandschurei zurücktrieben. Anschließend wollten sie ihre Legitimität stärken und das Land wieder vereinigen, indem sie Li Yuanhong wieder zum Präsidenten machten und die Nationalversammlung neu einrichteten. Sie schlugen vor, dass Xu Shichang und Sun Yat-sen ihre rivalisierenden Präsidentenämter gleichzeitig zugunsten von Li niederlegen sollten. Als Sun strenge Bedingungen stellte, die die Zhili nicht akzeptieren konnten, veranlassten sie den Kuomintang-General Chen Jiongming zum Rücktritt, indem sie ihn als Gouverneur von Guangdong anerkannten. Nachdem Sun aus Guangzhou vertrieben worden war, stellte die Zhili-Clique oberflächlich betrachtet die verfassungsmäßige Regierung wieder her, die vor dem Staatsstreich von Zhang Xun bestanden hatte. Cao erkaufte sich 1923 die Präsidentschaft trotz des Widerstands der Kuomintang, der Fengtian, der Überbleibsel aus Anhui, einiger seiner Leutnants und der Öffentlichkeit. Im Herbst 1924 schienen die Zhili im Zweiten Zhili-Fengtian-Krieg kurz vor dem vollständigen Sieg zu stehen, bis Feng Yuxiang die Clique verriet, Peking einnahm und Cao inhaftierte. Die Zhili-Truppen wurden im Norden aufgerieben, konnten aber das Zentrum halten.

### Duan Qirui kehrt zurück (1924–1926)
Feng Yuxiangs Abtrünnigkeit führte zur Niederlage von Wu Peifu und der Zhili-Clique und zwang sie zum Rückzug in den Süden. Der siegreiche Zhang Zuolin ernannte am 24. November 1924 unvorhersehbar Duan Qirui zum neuen Chef der Exekutive des Landes. Duans neue Regierung wurde von der Zhili-Clique zähneknirschend akzeptiert, da Duan ohne eigene Armee nun als neutrale Wahl galt. Außerdem wurde Duan statt „Präsident“ nun „Chef der Exekutive“ genannt, was darauf hindeutete, dass das Amt nur vorübergehend und daher politisch schwach war. Duan forderte Sun Yat-sen und die Kuomintang im Süden auf, die Verhandlungen zur Wiedervereinigung wieder aufzunehmen. Sun verlangte, dass die „ungleichen Verträge“ mit ausländischen Mächten aufgekündigt und eine neue Nationalversammlung eingesetzt werden sollte. Duan beugte sich dem öffentlichen Druck und versprach, innerhalb von drei Monaten eine neue Nationalversammlung einzuberufen. Er konnte jedoch nicht einseitig die „ungleichen Verträge“ aufkündigen, da die ausländischen Mächte die offizielle Anerkennung von Duans Regime von der Einhaltung eben dieser Verträge abhängig gemacht hatten. Sun starb am 12. März 1925 und die Verhandlungen scheiterten.
Da die militärische Macht seiner Clique in Trümmern lag, war Duans Regierung hoffnungslos von Feng Yuxiang und Zhang Zuolin abhängig. Da er wusste, dass die beiden nicht miteinander auskamen, versuchte er insgeheim, eine Seite gegen die andere auszuspielen. Am 18. März 1926 fand ein Protestmarsch gegen die fortgesetzte ausländische Verletzung der chinesischen Souveränität und einen kürzlichen Zwischenfall in Tianjin mit einem japanischen Kriegsschiff statt. Duan schickte die Militärpolizei, um die Demonstranten zu zerstreuen, und in dem daraus resultierenden Handgemenge wurden 47 Demonstranten getötet und über 200 verletzt, darunter auch Li Dazhao, der Mitbegründer der Kommunistischen Partei. Das Ereignis wurde als Massaker vom 18. März bekannt. Im darauf folgenden Monat revoltierte Feng Yuxiang erneut, diesmal gegen die Fengtian-Clique, und setzte Duan ab, der gezwungen war, zu Zhang zu fliehen und Schutz zu suchen. Zhang, der seine Doppelzüngigkeit satt hatte, weigerte sich, ihn nach der Rückeroberung Pekings wieder einzusetzen. Der größte Teil der Anhui-Clique hatte sich bereits auf die Seite von Zhang geschlagen. Duan Qirui ging ins Exil nach Tianjin und zog später nach Shanghai, wo er am 2. November 1936 starb.

## Süden

### Zhang Zuolin and Fengtian (1924–1928)
Während des Zweiten Zhili-Fengtian-Krieges wechselte Feng Yuxiang von der Zhili zur Fengtian-Qlique und erzwang den Peking-Putsch, in dessen Folge Cao Kun inhaftiert wurde. Feng löste sich bald wieder von der Zhili-Clique, gründete Guominjun und verbündete sich mit Duan Qirui. Im Jahr 1926 begann Wu Peifu von der Zhili-Clique den einen Krieg gegen Fengtian. Zhang Zuolin nutzte die Situation, drang vom Nordosten her in den Shanhai-Pass ein und eroberte Peking. Die Fengtian-Clique behielt die Kontrolle über die Hauptstadt, bis die von der Nationalen Revolutionsarmee von Chiang Kai-shek angeführte Nordexpedition Zhang im Juni 1928 von der Macht verdrängte.

Emblem der Kuomintang

Die südlichen Provinzen Chinas waren vor allem gegen die Beiyang-Regierung im Norden, da sie sich gegen die Wiedereinführung der Monarchie durch Yuan Shikai und die nachfolgende Regierung in Peking nach dessen Tod gewehrt hatten. Sun Yat-sen hatte zusammen mit anderen südlichen Führern eine Regierung in Guangzhou gebildet, um sich der Herrschaft der Beiyang-Warlords zu widersetzen, und die Regierung in Guangzhou wurde als Teil des Verfassungsschutzkrieges bekannt.

### Sun Yat-sen und die Militärjunta des „Verfassungsschutzes“ in Guangzhou (1917–1922)
Im September wurde Sun zum Generalissimus der Militärregierung ernannt, deren Aufgabe es war, die provisorische Verfassung von 1912 zu schützen. Die südlichen Kriegsherren unterstützten sein Regime nur, um ihre Lehnsgüter zu legitimieren und Peking herauszufordern. In ihrem Bemühen um internationale Anerkennung erklärten sie auch den Mittelmächten den Krieg, was jedoch nicht anerkannt wurde. Im Juli 1918 waren die südlichen Kriegsherren der Meinung, dass Sun zu viel Macht erhalten hatte, und zwangen ihn, einem Regierungsausschuss beizutreten. Die ständigen Einmischungen zwangen Sun ins selbst auferlegte Exil. Während seiner Abwesenheit gründete er die Chinesische Nationalistische Partei (Kuomintang) neu. Mit Hilfe des Kuomintang-Generals Chen Jiongming wurden die Ausschussmitglieder General Cen Chunxuan, Admiral Lin Baoyi und General Lu Rongting im Guangdong-Guangxi-Krieg 1920 vertrieben. Im Mai 1921 wurde Sun von einem Rumpfparlament trotz der Proteste von Chen und Tang Shaoyi, die sich über die Verfassungswidrigkeit der Wahl beschwerten, zum „außerordentlichen Präsidenten“ gewählt. Tang verließ das Parlament, während Chen mit der Zhili-Clique ein Komplott schmiedete, um Sun im Juni 1922 im Gegenzug für die Anerkennung seiner Statthalterschaft über Guangdong zu stürzen.

### Umstrukturierung der Militärjunta in Guangzhou (1923–1925)
Nachdem Chen aus Guangzhou vertrieben worden war, kehrte Sun zurück und übernahm im März 1923 erneut die Führung. Der Kuomintang wurde im Sinne des leninistischen demokratischen Zentralismus reorganisiert, und das Bündnis mit der Kommunistischen Partei Chinas wurde als Erste Vereinigte Front bekannt. Die Regierung in Guangzhou konzentrierte sich auf die Ausbildung neuer Offiziere an der neu gegründeten Whampoa-Militärakademie. 1924 verlor die Zhilii-Clique die Macht, und Sun reiste nach Peking, um mit den Führern der Guominjun-, Fengtian- und Anhui-Clique über die Bedingungen der Wiedervereinigung zu verhandeln. Er war nicht in der Lage, die Bedingungen zu sichern, da er im März 1925 an einer Krankheit starb. Nach dem Tod von Sun kam es zu Machtkämpfen innerhalb der Kuomintang. Der Yunnan-Guangxi-Krieg brach aus, als Tang Jiyao versuchte, die Parteiführung zu übernehmen.

### Teilung Nanjing-Wuhan (1927)
Im April 1927 begann der Oberbefehlshaber der Nationalen Revolutionsarmee (NRA) Chiang Kai-Shek mit einer Säuberungsaktion gegen Linke und Kommunisten, die als Massaker von Shanghai bekannt wurde. Infolge des Massakers spaltete sich eine neue Regierung in Wuhan von Chiang ab, woraufhin dieser eine neue nationalistische Regierung in Nanjing bildete.

## Wiedervereinigung Chinas

Karte der Feldzüge der Nordexpedition der Kuomintang

Chiang Kai-shek wurde zum Protegé von Sun Yat-sen und löste diesen nach seinem Tod 1925 ab. Im Sommer 1926 begannen Chiang und die Nationale Revolutionsarmee die Nordexpedition in der Hoffnung auf die Wiedervereinigung Chinas. Wu Peifu und Sun Chuanfang von der Zhili-Clique wurden daraufhin in Zentral- und Ostchina besiegt. Als Reaktion auf diese Situation schlossen Guominjun und Yan Xishan in Shanxi ein Bündnis mit Chiang, um gemeinsam die Fengtian-Clique anzugreifen.
Die NRA rückte in Süd- und Zentralchina vor, bis sie in Shandong gestoppt wurde, wo die Auseinandersetzungen mit der japanischen Garnison zu einem bewaffneten Konflikt eskalierten. Die Konflikte wurden unter dem Namen Jinan-Zwischenfall von 1928 bekannt.
Obwohl Chiang die Macht der Kuomintang in Nanjing gefestigt hatte, war es immer noch notwendig, Beiping (Peking) zu erobern, um die für die internationale Anerkennung erforderliche Legitimität zu erlangen. Nach dem Tod von Zhang Zuolin im Jahr 1928 rückte Yan Xishan ein und eroberte Peking im Namen seines neuen Bündnispartners. Sein Nachfolger, Zhang Xueliang, akzeptierte die Autorität von Chiang, und die Nordexpedition war offiziell beendet.
Die Politik der Nanjing-Dekade der Kuomintang-Führung in China war zutiefst von den Kompromissen mit den Warlords geprägt, die den Erfolg der Nordexpedition ermöglicht hatten. Die meisten Provinzführer waren Militärkommandeure, die sich der Partei erst während der Expedition anschlossen, als die Kriegsherren und ihre Verwalter vollständig von Chiang übernommen oder besiegt wurden. Obwohl Chiang ein Diktator war, hatte er keine absolute Macht, da Parteirivalen und lokale Kriegsherren eine ständige Herausforderung darstellten.

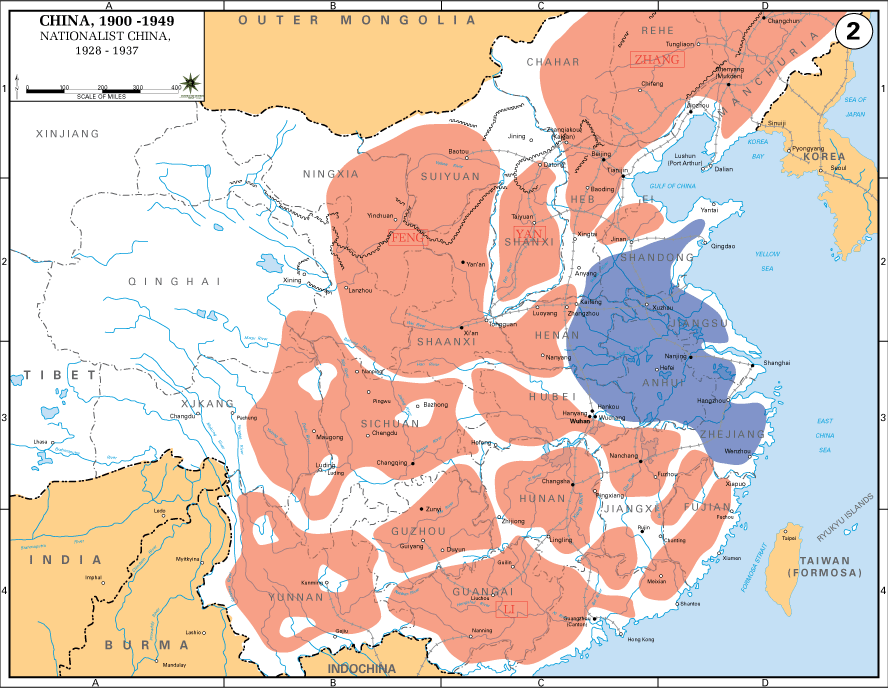
Die Lage in China im Jahr 1929: Nach der Nordexpedition hatte die KMT die direkte Kontrolle über Ost- und Zentralchina, während das übrige China und die Mandschurei von Warlords kontrolliert wurden, die der nationalistischen Regierung loyal waren.

Trotz der Wiedervereinigung kam es im ganzen Land immer wieder zu Konflikten. Die verbleibenden regionalen Kriegsherren in ganz China entschieden sich für eine Zusammenarbeit mit der nationalistischen Regierung, doch die Meinungsverschiedenheiten zwischen der nationalistischen Regierung und den regionalen Kriegsherren führten 1930 zum Krieg in den Zentralebenen. Im Nordwesten Chinas kam es von 1931 bis 1937 zu einer Reihe von Auseinandersetzungen in Xinjiang. Nach dem Xi’an-Zwischenfall im Jahr 1936 begannen die Vorbereitungen für den kommenden Krieg gegen Japan.
Die Kriegsherren stellten die nationale Regierung bis zum Sieg der Kommunisten im chinesischen Bürgerkrieg Jahr 1949 vor Probleme, als viele von ihnen sich von der Kuomintang abwandten und zur KPCh überliefen, wie der Kriegsherr Lu Han aus Yunnan, dessen Truppen zuvor die Kapitulation der Japaner in Hanoi entgegengenommen hatten und der in großem Stil geplündert hatte.
Obwohl Chiang im Allgemeinen nicht als persönlich korrupt galt, hing seine Macht vom Gleichgewicht zwischen den verschiedenen Kriegsherren ab. Obwohl er verstand und seine Verärgerung darüber zum Ausdruck brachte, dass die Korruption der Kuomintang die Öffentlichkeit zu den Kommunisten trieb, verhandelte er weiterhin mit den Kriegsherren, tolerierte Inkompetenz und Korruption und untergrub Untergebene, die zu stark wurden, um die Einheit zu wahren. Nach der japanischen Kapitulation 1945 wandten sich die Warlords gegen die Kuomintang.

## Erbe der Periode
Die Kriegsherrenzeit gilt als eine dunkle Periode in Chinas Geschichte, welche von Chaos, Gewalt, Spaltung, Armut und Korruption geprägt war. Sie hinterließ eine traumatisierte Bevölkerung und ermöglichte indirekt auch den Aufstieg und die Herrschaft der Kommunistischen Partei. In von den Hungersnöten der Periode besonders betroffenen Gebieten schlossen sich später viele Personen den Kommunisten unter der Führung von Mao Zedong an. Das Chaos und die Spaltung der Zeit wurde von den Kommunisten zum Anlass genommen, einen autoritär regierten Einheitsstaat zu etablieren und hart gegen jeglichen Regionalismus vorzugehen.